# Col de Vence (Isère)
Pour les articles homonymes, voir Col de Vence.
Le col de Vence est un col de montagne des Alpes françaises situé dans le département de l'Isère, au nord-est de Grenoble. Il permet, avec le col de Clémencières, l'accès au massif de la Chartreuse par le sud.

## Toponymie
Le col de Vence tire son nom du ruisseau de la Vence, dont la source est située en dessous de Chamechaude. Elle passe un kilomètre plus bas sur la route du Sappey et se jette dans l'Isère sur la commune de Saint-Égrève.

## Situation

Carte topographique situant le col de Vence.

Le col de Vence est situé sur la commune de Corenc, en Isère, à 782 m d'altitude, au-dessus de la vallée du Grésivaudan, entre le mont Rachais (1 046 m), qui se prolonge au sud par le mont Jalla (fort de la Bastille), et le mont Saint-Eynard (1 379 m), couronné par le fort du Saint-Eynard, face aux Écoutoux (1 406 m). Il est situé à 4 km au-dessus de l'église de Corenc, 9,5 km de Grenoble, 9 km de Saint-Martin-le-Vinoux (par le col de Clémencières) et 5 km du Sappey-en-Chartreuse.
On y accède par la D 512 et c'est le passage principal pour accéder au col de Porte (1 326 m) depuis Grenoble. C'est l'accès principal depuis Grenoble au parc naturel régional de Chartreuse.